# DNL 2000/01
Die Saison 2000/01 war die erste Spielzeit der neu geschaffenen Deutschen Nachwuchsliga als höchste Nachwuchsliga im deutschen Eishockey. Die Meisterschaft gewann die Mannschaft des SC Riessersee, als Meister der Jugend-Bundesliga 2000/01 verzichtete der EV Füssen auf den Aufstieg in die DNL.

## Teilnehmer
- Augsburger EV
- EC Berlin Capitals
- EHC Neue Eisbären Berlin
- Frankfurter ESC
- SC Riessersee
- Kölner „die Junghaie“ EC
- Krefelder EV
- EV Landshut
- Jungadler Mannheim
- Starbulls Rosenheim
- ES Weißwasser

## Modus
Die Liga wurde als Doppelrunde ausgespielt.

## Hauptrunde
| Pl. | Mannschaft               | Sp | S  | U | N  | T   | GT  | Pkt   |
| --- | ------------------------ | -- | -- | - | -- | --- | --- | ----- |
| 1.  | SC Riessersee            | 40 | 33 | 1 | 6  | 238 | 117 | 67:13 |
| 2.  | Mannheimer ERC           | 40 | 29 | 4 | 7  | 205 | 100 | 62:18 |
| 3.  | EHC Neue Eisbären Berlin | 40 | 18 | 8 | 14 | 127 | 117 | 44:36 |
| 4.  | EC Berlin Capitals       | 40 | 20 | 4 | 16 | 169 | 153 | 44:36 |
| 5.  | Kölner EC „die Junghaie“ | 40 | 16 | 9 | 15 | 181 | 163 | 41:39 |
| 6.  | Krefelder EV             | 40 | 18 | 3 | 19 | 150 | 163 | 39:41 |
| 7.  | Starbulls Rosenheim      | 40 | 14 | 7 | 19 | 201 | 177 | 35:45 |
| 8.  | ES Weißwasser            | 40 | 16 | 1 | 23 | 171 | 200 | 33:47 |
| 9.  | EV Landshut              | 40 | 13 | 3 | 24 | 143 | 183 | 29:51 |
| 10. | Frankfurter ESC          | 40 | 10 | 5 | 25 | 154 | 264 | 25:55 |
| 11. | Augsburger EV            | 40 | 9  | 3 | 28 | 116 | 218 | 21:59 |